# Шмайссер, Луис
Луис Шмайссер (нем. Louis Schmeisser, 1848—1917, Зуль) — немецкий инженер, конструктор оружия.
Отец братьев Хуго Шмайссера и Ханса Шмайссера, также ставших известными конструкторами-оружейниками. Он разрабатывал и выпускал оружие в фирме Бергманн (нем. Firma Bergmann).